# Đại Hà
Đại Hà là một xã thuộc huyện Kiến Thụy, thành phố Hải Phòng, Việt Nam.
Xã Đại Hà có diện tích 3.96 km², dân số năm 1999 là 6266 người, mật độ dân số đạt 1582 người/km².